# Anne Poleska
Anne Poleska (Alemania, 20 de febrero de 1980) es una nadadora alemana especializada en pruebas de estilo braza, donde consiguió ser medallista de bronce olímpica en 2004 en los 200 metros.

## Carrera deportiva
En los Juegos Olímpicos de Atenas 2004 ganó la medalla de bronce en los 200 metros estilo braza, con un tiempo de 2:25.82 segundos, tras la estadounidense Amanda Beard y la australiana Leisel Jones.